# Chrysosoma lasiophthalmum
Chrysosoma lasiophthalmum är en tvåvingeart som först beskrevs av Lamb 1922.  Chrysosoma lasiophthalmum ingår i släktet Chrysosoma och familjen styltflugor.
Artens utbredningsområde är Seychellerna. Inga underarter finns listade i Catalogue of Life.